# Augustus De Morgan
Augustus De Morgan (ur. 27 czerwca 1806 w Maduraju, zm. 18 marca 1871 w Londynie) – angielski matematyk i logik.

## Życiorys
Studiował w Trinity College na Uniwersytecie Cambridge, które ukończył z 4. lokatą (ang. 4th Wrangler). W latach 1828–1831 i 1836–1866 był profesorem matematyki w londyńskim University College. Zajmował się głównie logiką formalną i teorią szeregów – badając sylogistykę, jako jeden z pierwszych doszedł do podstawowej problematyki algebry logiki i teorii relacji. Zwrócił uwagę na prawa nazwane później od jego nazwiska prawami De Morgana.